# Cestonia canariensis
Cestonia canariensis är en tvåvingeart som beskrevs av Villeneuve 1936. Cestonia canariensis ingår i släktet Cestonia och familjen parasitflugor. Inga underarter finns listade i Catalogue of Life.